# SN 1954J
SN 1954J – niepotwierdzona supernowa typu II-pec? odkryta w październiku 1954 roku w galaktyce NGC 2403. Jej maksymalna jasność wynosiła 16,30m.
Prawdopodobnie tzw. fałszywa supernowa.